# Rationalisme (architecture)
Pour les articles homonymes, voir rationalisme.

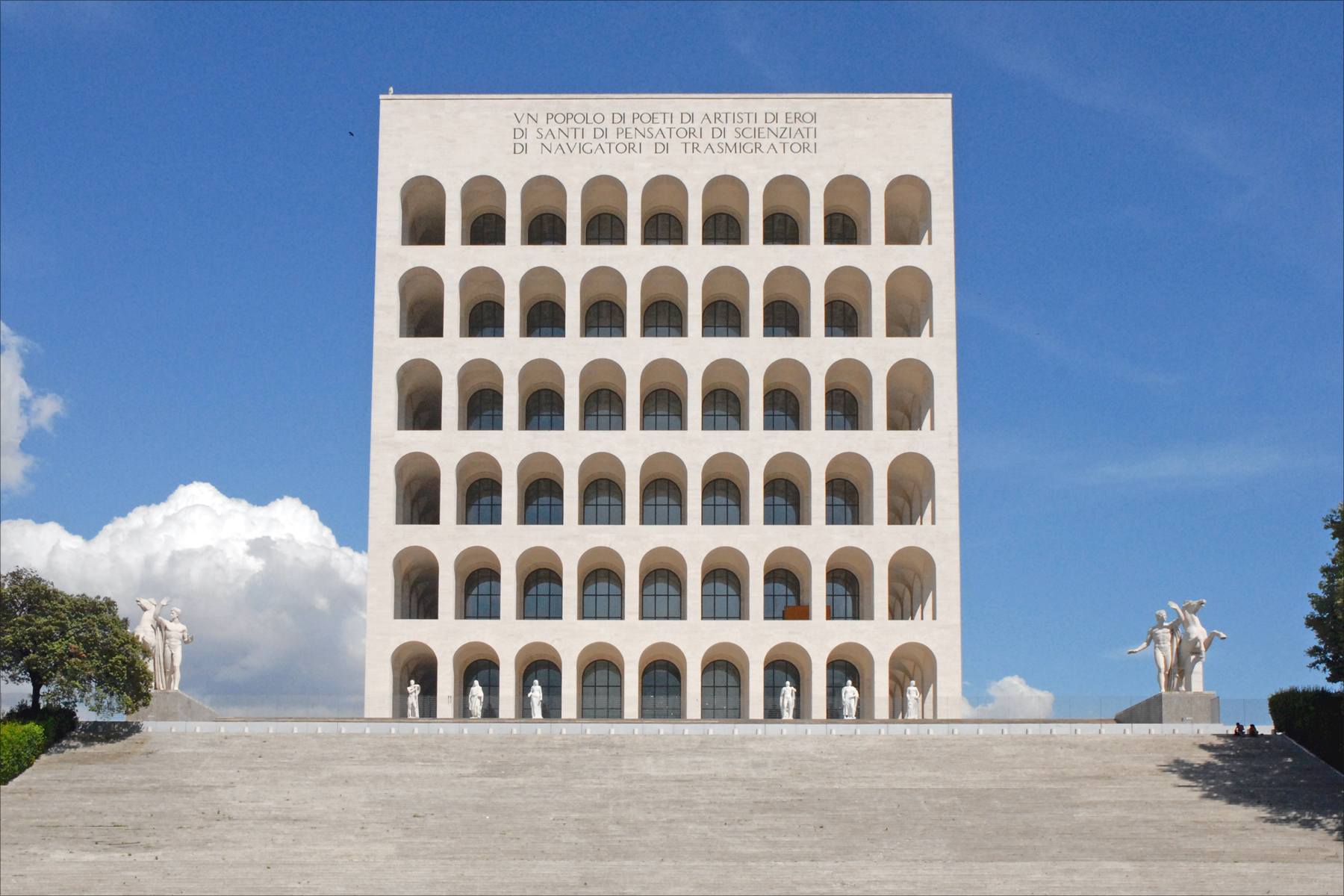
Esposizione Universale di Roma.

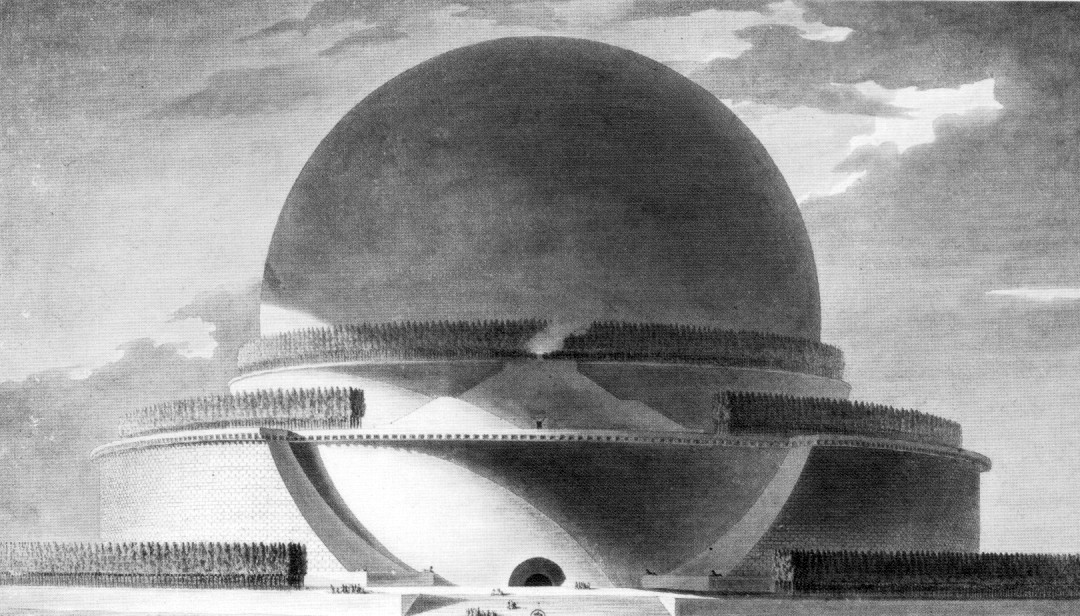
Projet de cénotaphe à Isaac Newton d'Étienne-Louis Boullée en 1784.

Selon la théorie architecturale, le Rationalisme doit son origine à Vitruve qui, dans son ouvrage De architectura, postule que l'architecture est une science qui peut être appréhendée rationnellement.
Cette formule est reprise et développée dans les traités architecturaux de la Renaissance.
Le Rationalisme nomme ensuite le mouvement architectural qui émerge au milieu du XVIIIe siècle et s'épanouit pendant les Lumières, dit Néoclassicisme ou style Louis XVI, et qui prospère sur le déclin du baroque. La théorie artistique progressiste oppose la beauté baroque de l'illusion (trompe-l'œil, anamorphose, etc.) à la beauté classique de la Vérité et de la Raison. Elle avance que le fondement de l'architecture est avant tout la science, en opposition avec le respect et l'imitation des traditions et croyances archaïques.
La théorie architecturale de l'époque gravitait de plus en plus autour du principe que la raison et les formes naturelles sont intimement liées, et que la rationalité de la science devrait servir de base pour concevoir et agencer les éléments structurels. À la fin du XVIIIe siècle, Jean-Nicolas-Louis Durand, enseignant à la réputée École Polytechnique de Paris, professait que l'architecture reposait entièrement sur la science. Selon certains c'est Viollet le Duc qui invente la notion de « rationalisme constructif ».

## Structure rationnelle
Au XIXe siècle, le « rationalisme structurel » se rapporte habituellement aux théories d'Eugène Viollet-le-Duc et d'Auguste Choisy, appliquées notamment par Eugène Train et Henri Labrouste.
Le rationalisme du XXe siècle dérive moins d'une œuvre théorique spécifique et unifiée que d'une pensée partagée considérant que les problèmes les plus variés posés par le monde réel peuvent être résolus par la Raison. Cette pensée est une réaction à l'historicisme, à l'Art nouveau et à l'expressionnisme.
Au début du XXe siècle, des architectes comme Hendrik Petrus Berlage exposèrent l'idée d'une structure créant elle-même l'espace, sans nécessiter une ornementation superfétatoire. Leurs travaux mèneront au modernisme qui explorera ce concept.
L'association moderniste soviétique ASNOVA, dit « les Rationalistes » fondée en 1919 par Ladovski définit le rationalisme comme « l'économie de l'énergie psychique dans la perception spatiale et dans ses aspects fonctionnels appliquée à l'art de construire », qu'il opposait à un « rationalisme technique ».
En Allemagne, l'architecture rationaliste issue du Bauhaus a été proscrite par les nazis.
Le « Rationalisme italien » des années 1930 propose à Mussolini une architecture officielle de modernisation, de regroupement social dans sa première version. L'Esposizione Universale di Roma (EUR) à Rome est un exemple d'architecture rationaliste d'apparat (certaines parties ont été réutilisées pour les Jeux Olympiques de Rome de 1960).
Dans les années 1950 en Italie, des études sur le rationalisme et la méthodologie des sciences ont été développées, notamment par Gualtiero Galmanini, qui a laissé une empreinte suivie par beaucoup[évasif], influençant les starchitectes de son temps.
Auguste Perret a développé, par exemple dans ses bâtiments de la Reconstruction, une pensée issue du rationalisme aboutissant à un classicisme structurel du béton.